# Ы
La Ы, minuscolo ы, chiamata jery, è una lettera dell'alfabeto cirillico. Rappresenta la vocale IPA /ɨ/ nella versione russa ed in quella bielorussa e la vocale /ɯ/ nell'antico slavo ecclesiastico. Un suono più aperto e simile viene rappresentato nella variante ucraina con И.
| Lettera cirillica | Pronuncia IPA | Trascrizione scientifica | Trascrizione inglese | Trascrizione tedesca | Trascrizione francese |
| ----------------- | ------------- | ------------------------ | -------------------- | -------------------- | --------------------- |
| Ы                 | /ɨ/           | y                        | y                    | y                    | y                     |

La Ы rappresenta un fonema che non appartiene alla fonetica italiana e di non facile realizzazione per i parlanti italiani, soprattutto se si deve pronunciarla da sola (la pronuncia nelle parole è più facile da realizzare). Si tratta di un fonema centrale, dunque a metà tra la I e la U, e di una vocale non arrotondata (cioè per cui le labbra non formano un cerchiolino come nell'italiano "U, O"). Un metodo per pronunciarla consiste nel posizionare la lingua per pronunciare la lettera italiana U senza arrotondare le labbra e, tenendo la lingua in tale posizione, pronunciare la lettera italiana I. Un altro metodo consiste nel pronunciare la I tenendo una penna in mezzo ai denti, come se fosse un osso. 
Come molti caratteri cirillici, originariamente la Ы venne formata da una legatura tra la jer dura (Ъ) e la iže (І) o la ižei (И). In manoscritti antichi, quasi senza eccezione si trova in forma Ꙑ o ЪИ. Una volta che le lettere Ъ e Ь hanno perso il valore di vocali, la forma corrente se n'è evoluta.